# 2016 у християнстві

## Події
- 6 лютого — рішенням № 74 2 сесії Тернопільської обласної ради шостого скликання в Тернопільські області оголошено 8 нових об'єктів природно-заповідного фонду[1], зокрема:
  - Джерело Пресвятої Богородиці — гідрологічну пам'ятку природи при в'їзді до с. Озерна у Зборівському районі;
  - Джерело Пресвятої Трійці — гідрологічну пам'ятку природи в смт Велика Березовиця Тернопільського району;
- 15—17 квітня — у Тернополі відбувся християнський фестиваль «Я там, де є благословіння».
- 18 вересня — в Бучачі освячено храм святого Володимира УПЦ КП, Архієрейську літургію очолив єпископ Тернопільський, Кременецький і Бучацький Нестор (Писик)[2].
- 11 жовтня — на території благодійного фонду «Карітас» у Тернополі встановили пам'ятник покровителю вбогих і дітей-сиріт святому Вікентію[3].
- 16 жовтня — в ТСН з'явився сюжет Сергія Гальченка про гуляння з 27 на 28 вересня в одному з нічних клубів Тернополя Архієпископа Мстислава (Гука) зі священиками церкви Різдва Христового, що супроводжувалося танцями, бійками і залицяннями до дівчат. Рішенням Синоду УАПЦ архієпископа відправили в монастир на покаяння[4][5][6].
- 30 жовтня — Патріарх Філарет УПЦ КП відвідав Тернопіль, де освятив новозбудований храм святих Бориса і Гліба та заклав й освятив наріжний камінь під будівництво Кафедрального собору[7][8].
- 13 листопада — Преосвященний Владика Дмитро Григорак очолив Архиєрейську Божественну Літургію та освятив відреставрований та наново перекритий храм Покрови Пресвятої Богородиці УГКЦ в Сосулівці Улашківського деканату УГКЦ.

## Померли
- 26 травня Лоріс Франческо Каповілла, 100, італійський кардинал.
- 27 травня — Петро Геркуліан Мальчук, 50, архієпископ, ординарій Києво-Житомирської дієцезії Римо-католицької церкви в Україні.
- 8 липня — Саватій (Козко), 73, архієрей Російської Православної старообрядницької Церкви.
- 16 вересня — Ґабріель Аморт, 91, італійський римо-католицький священик, екзорцист Римської дієцезії, письменник.
- 26 листопада — Петер Ганс Кольвенбах, 87, католицький священик, єзуїт, двадцять дев'ятий за рахунком генерал Товариства Ісуса й одинадцятий після його відновлення в 1814 році.
- 3 грудня — Доротей Дмитро Шимчій, 101, священик Української греко-католицької церкви, василіянин, душпастир серед українських емігрантів у Бразилії та Аргентині, педагог, письменник.